# Айлз, Карлин
Карлин Айлз (англ. Carlin Isles, родился 21 ноября 1989 года в Акроне, штат Огайо) — американский регбист, выступающий на позиции винга; игрок сборной США по регби-7 и её рекордсмен по числу занесённых попыток в матчах (207). В прошлом — легкоатлет, специализировавшийся на коротких дистанциях (100, 200 и 400 м). Спортивной прессой нередко называется рекордсменом среди регбистов по развиваемой скорости.

## Семья
Карлин и его сестра Тамбра родились и выросли в городе Акрон (штат Огайо). Их воспитывала приёмная семья Чарльза и Старлетт Айлзов (со своей матерью Карлин и Тамбра виделись редко). Карлин отмечал, что именно его приёмные родители помогли ему начать спортивную карьеру. Также у Карлина был младший брат Чейз, воспитывавший дочь (был застрелен неизвестным 22 ноября 2020 года).
У Карлина есть двое детей. Своим идеалом он называет киноактёра Сильвестра Сталлоне: под влиянием серии фильмов «Рокки» Карлин стал заниматься спортом и стремиться к высоким результатам.

## Лёгкая атлетика и американский футбол
Карлин Айлз учился в средней школе Джексона в Массилоне, где занимался лёгкой атлетикой и американским футболом: он установил рекорды школы по прыжкам в длину, бегу на 100, 200 и 400 м, а также участвовал в установлении рекорда в эстафете 4 x 200 м. В 2007 году он пробежал дистанцию в 100 м за 10,58 с, что стало рекордом не только школы, но и всего округа. Два раза подряд он выигрывал чемпионат штата среди школьников в закрытых помещениях по бегу на 60 м: его результат в 6,83 с оставался рекордом I Дивизиона OATCCC до марта 2012 года. В предпоследнем классе школы он стал вторым в чемпионате штата по бегу на 200 м и в прыжках в длину, а также третьим в беге на 100 м. В последнем классе он стал вторым в беге на 100 м, а в беге на 40 ярдов преодолел дистанцию за 4,28 с.
Поступив в Университет Эшленда, Айлз продолжил заниматься лёгкой атлетикой, выиграв чемпионат США в беге на 60 м с результатом 6,68 с (школьный рекорд). Он установил рекорд первокурсников в бегах на 100 и 200 м (в помещениях и на открытом пространстве). В американском футболе он попал в символическую сборную GLIAC, а также установил рекорды школы по суммарному расстоянию всех ударов после кик-оффов (174 ярда) и самому дальнему кик-оффу после тачдауна (100 ярдов). В 2012 году Айлз занимал 36-е место в рейтинге американских спринтеров с личным рекордом в 10,13 в стометровке. Его результат позволял ему надеяться на то, что он попадёт в заявку сборной США по лёгкой атлетике на Олимпиаду в Лондоне. Однако весной 2012 года на национальном отборе он пробежал 100 м всего за 10,24 с: автоматическая квалификация проходила при результате 10,18 с, допустимым был также результат 10,21 с. Неудача поставила крест на карьере Айлза в лёгкой атлетике, но спустя некоторое время он занялся регби-7.
26 декабря 2013 года, уже став звездой в составе сборной США в Мировой серии, Айлз неожиданно объявил о своём намерении уйти в американский футбол. Он заключил соглашение с клубом НФЛ «Детройт Лайонс», получив право тренироваться с командой: на тренировке в беге на 40 ярдов Айлз пробежал дистанцию за 4,22 секунды, что стало не только рекордом года в НФЛ, но и оказалось лучше официального рекорда в истории НФЛ вообще (рекордом являются 4,24 с, за которые пробегали Рондель Мелендес и Крис Джонсон).
Позже Айлз утверждал, что со второй попытки пробежал 40 ярдов за 4,13 с, и в шутку говорил, что пробежать для него 40 ярдов за 4,2 секунды сопоставимо с бегом трусцой. Однако в феврале 2014 года Айлз окончательно принял решение вернуться в регби-7, желая сыграть на Олимпиаде в Рио.

## Регбийная карьера
На переход Айлза в регби-7 его мотивировал регбист Майлз Крейгуэлл, также в прошлом выступавший в американском футболе и затем игравший за сборную США. Карьера Айлза началась с клуба «Джентльмен оф Аспен» из города Аспен (штат Колорадо). Сам Айлз говорил, что в случае своей неудачи в регби ему пришлось бы завершить спортивную карьеру вообще. В июле 2012 года Карлин дебютировал в составе экспериментальной сборной США на турнире Victoria 7s, а первую игру провёл в Мировой серии по регби-7 в октябре 2012 года на этапе серии в австралийском Голд-Косте, выйдя на замену во втором тайме матча группового этапа против сборной Новой Зеландии и занеся попытку на первой же минуте своего выступления при счёте 0:14. Всего на том этапе он занёс три попытки. 9 декабря 2012 года на YouTube было загружено видео под названием «Карлин Айлз: Олимпийская мечта» (англ. Carlin Isles: Olympic Dream), в котором под музыкальную композицию «Misirlou» были показаны фрагменты эфиров Sky Sports, FOX и иных спортивных каналов с выступлениями Карлина Айлза. Видео содержит попытки, занесённые Карлином на этапах Мировой серии по регби-7 в матчах против Новой Зеландии, Франции, Тонги и ЮАР. По состоянию на 2021 год видео набрало 7 миллионов просмотров, а в конце видео звучат слова телеведущего и спортивного комментатора Найджела Стармера-Смита: «Я никогда ещё не видел такого быстрого игрока в регби-15 или регби-7. И не думаю, что есть ещё один такой».
В 2013 году Айлз сыграл на чемпионате мира в Москве (13-е место). В 2014 году Айлз заключил контракт с шотландским клубом «Глазго Уорриорз» из Про12. С этим клубом он выиграл турнир по регби-7 в Мелроузе в апреле 2014 года. Однако в Про14 Айлз не сыграл ни матча за шотландский клуб и позже покинул команду, решив дальше выступать в регби-7 и бороться за право сыграть на Олимпиаде в Рио-де-Жанейро. Тренер клуба Грегор Таунсенд при этом отметил, что Айлз прекрасно показывал себя на тренировках. Игровую форму он поддерживал в течение сезона, выступая за любительский клуб «Эр». 
Из-за вывиха лодыжки Айлз не сыграл на пяти этапах Мировой серии сезона 2015/2016. Однако в 2016 году он выступил в составе сборной США на летней Олимпиаде в Рио-де-Жанейро: именно там впервые в истории Олимпиад были разыграны медали в регби-7. Команда заняла 9-е место на играх, не выйдя из группы, но Айлз набрал 30 очков благодаря 6 попыткам и стал единоличным лидером по попыткам на Олимпиаде в Рио. В его активе есть также две победы на этапах Мировой серии в Лас-Вегасе в 2018 и 2019 годах; на чемпионате мира 2018 года в Сан-Франциско он занял с командой 6-е место. 29 февраля 2020 года Айлз первым в истории американского регби-7 преодолел отметку в 200 попыток и набрал 1000 очков: это случилось в матче против сборной Самоа в рамках Мировой серии по регби-7 на этапе в Лос-Анджелесе. На том этапе Айлз попал в символическую сборную.
В 2021 году Айлз также сыграл на Олимпиаде в Токио: он выступил в 6 матчах, набрав 15 очков (попытка против Кении в групповом этапе и две попытки против Канады в утешительном плей-офф), и занял со сборной США 6-е место на Олимпиаде.

### Статистика по сезонам
| Сезон   | Попыток | В сборной США (место) | В мире (место) |
| ------- | ------- | --------------------- | -------------- |
| 2013/14 | ?       | ?                     |                |
| 2014/15 | 32      | 1-е                   | 4-е            |
| 2015/16 | 16      | 4-е                   |                |
| 2016/17 | 23      | ?                     |                |
| 2017/18 | 49      | 1-е                   | 1-е            |
| 2018/19 | 52      | 1-е                   | 1-е            |
| 2019/20 | 22      | 1-е                   | 2-е            |
| Итого   | 199     | 2-е                   | 7-е            |

## Физические параметры
При росте 173 см и весе 75 кг Карлин Айлз является малогабаритным игроком по меркам регби-7, хотя в 2018 году чуть-чуть превосходил по этим параметрам перешедшего в регби-7 ямайского спринтера Уоррена Уира. Тем не менее Айлз способен в ходе матча развивать огромную скорость, благодаря чему неоднократно в СМИ назывался «самым быстрым регбистом» США и мира. Свои скоростные качества он лишний раз подтвердил ещё на смотрах в НФЛ в составе «Детройт Лайонс». Капитан сборной США Мэдисон Хьюз говорил следующее о матчах с участием Айлза:

Первый раз я увидел игру Карлина, когда играл против него. Думаю, он уже около месяца выступал в регби-7. Он стоит напротив меня, у него нет пространства для маневрирования, а он берёт мяч и — фьють — улетает. И я думаю: «Как он это сделал?» Это выглядело великолепно.
Оригинальный текст (англ.)The first time I saw Carlin play, I was playing against him. I think he had been playing the game like a month. He was against me, he had no space at all, got the ball and zooooom, he was gone. I was like, ‘How did he do that?’ It was amazing to watch.

Статистические данные говорят, что расстояние в 20 м Айлз пробегает на 0,22 с быстрее знаменитого ямайского спринтера Усэйна Болта. Более того, Айлз совершает вертикальный прыжок на высоту примерно 106,68 см (42 дюйма), что эквивалентно 8-му результату в рейтинге самых высоких прыжков в истории НБА: этот показатель выше, чем у Коби Брайанта (38 дюймов или 96,52 см).